# Morro Vento
Morro Vento es una localidad caboverdiana del municipio de Porto Novo.

## Geografía
La localidad está situada en la isla Santo Antão.

## Organización territorial
La localidad abarca los lugares y barrios de:
- Cruz
- Curral da Russa
- Esponjeiro
- Morro de Vento
- Ribeira do Poio